# 埃特贝克
埃特贝克（荷兰语，荷蘭語發音：[ˈɛtərˌbeːk] ⓘ，法語發音：[etœʁbek] ⓘ）是比利时布鲁塞尔首都大区的一个市镇，属于比利时法语社群和弗拉芒社群，法语和荷蘭語均为官方语言（但法语使用者居多），面积3.15平方千米，人口48,473人（2020年1月1日）。

## 友好城市
埃特贝克与以下城市或地区结为友好关系：
- 法國 丰特奈苏布瓦
- 義大利 马尔米堡
- 加拿大 魁北克市博波尔（英语：Beauport, Quebec）
- 摩洛哥 索维拉